# Dendrobium ellipsophyllum
Dendrobium ellipsophyllum är en orkidéart som beskrevs av Tang och Fa Tsuan Wang. Dendrobium ellipsophyllum ingår i släktet Dendrobium, och familjen orkidéer. Inga underarter finns listade i Catalogue of Life.